# トヨタ勝又グループ
トヨタ勝又グループ（トヨタかつまたグループ）とは、千葉県、埼玉県、東京都東部でトヨタ車を中心に扱う自動車ディーラーグループである。

## 概説
3都県でトヨタディーラー5社（チャネル制度で見ると、トヨペット店およびレクサス店が1社、トヨタカローラ店が2社、ネッツ店が2社）を運営している。全国のトヨタディーラーの中でも有力会社の一つであり、トヨペット店の取り扱い車種であるハリアーが2代目でモデル廃止となる計画が出た際には、自ら先頭に立ち全国トヨペット店の総力を結集してハリアー廃止反対の署名を集め、モデル廃止を撤回させたほどの力を持つ。
創業は1942年（昭和17年）7月で、当時は勝又豊次郎による個人営業の千葉県初の自動車販売店であった（なお、勝又自動車ホームページ上では1925年（大正14年）創業としている）。法人としては、1946年（昭和21年）1月に勝又自動車有限会社を設立。その後株式会社となり、勝又自動車株式会社と社名変更した。現在はグループ各社の持株会社としての機能が主で、本社住所は創業当時から千葉県千葉市中央区本町。ただし、グループ内の新車点検部門が本体にある（コルネット事業部）ため、純粋持株会社ではない。
創業時はフォードのディーラーだったが、のちにトヨタディーラーに転換する。また、戦後、民生デイゼル工業やプリンス自動車も取り扱っていた時期もあったが、プリンス店はトヨタディーゼル店に鞍替えした。
グループ名は、創業者である勝又豊次郎の苗字に因む。豊次郎の子である、基夫（長男）、久夫（次男）、康夫（三男）で各グループ会社を統括し、長男の基夫がグループ会社社長（2代目）としてその大部分を統括したが、2009年（平成21年）12月20日に基夫が死去し、基夫の長男の勝又隆一（3代目）が千葉トヨペットの代表取締役に就任した。隆一はその後2021年（令和3年）4月1日に退任し、勝又自動車の社長に就任。後任にはネッツトヨタ東都社長の清水貞弘が就いた。

## 千葉トヨペット本社

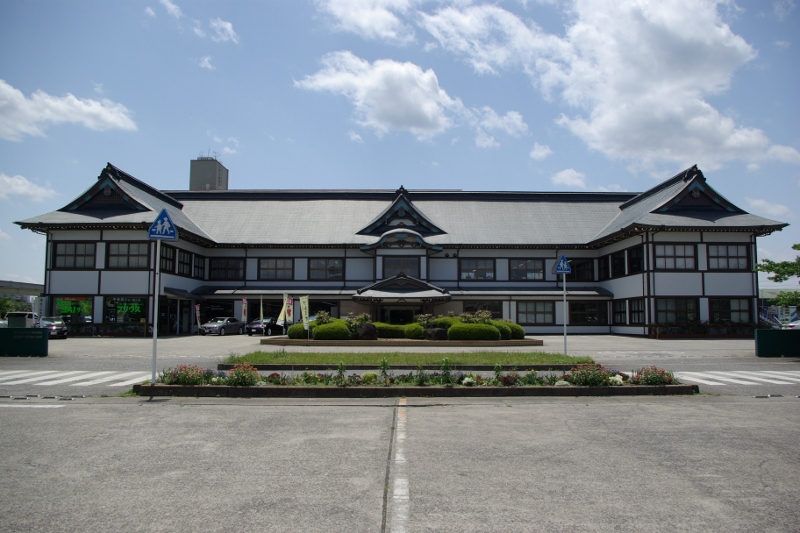
千葉トヨペット本社社屋

千葉トヨペットの本社社屋は、1899年（明治32年）に、東京麹町に日本勧業銀行本店として建てられたもので、谷津遊園楽天府や千葉市役所庁舎として使用され数度の移築を経ている。当時としては最新の建築様式であるアールヌーボーやゼツェシオンのデザインを取り入れており、国の登録有形文化財に登録されている。設計は旧大蔵省や国会議事堂の基礎設計を担当していた妻木頼黄と武田五一であり、現在の国会議事堂にデザインが似ている。

## グループ一覧
2024年1月1日付けでグループディーラー6社を各地域ごとの持株会社にぶら下げる再編を行った。
- 勝又自動車株式会社（持株会社）
  - 千葉トヨペット株式会社 - トヨペット店。レクサス店も運営。かつてフォルクスワーゲンDUO店も運営していた
  - ネッツトヨタ東都株式会社（東京、千葉） - ネッツ店 (旧・トヨタオート東都株式会社)
  - 株式会社オートマジカ - オリジナルカー用品の開発・販売、カスタマイズカーのデザイン・架装。2009年にグループイン。
- 勝又自動車埼玉株式会社（2023年新設。埼玉エリアを統括する持株会社）
  - トヨタカローラ新埼玉株式会社 - トヨタカローラ店（旧・埼玉トヨタディーゼル株式会社）
  - ネッツトヨタ埼玉株式会社 - ネッツ店
- 勝又自動車千葉株式会社（2023年新設。千葉エリアを統括する中間持株会社）
  - トヨタカローラ千葉株式会社 - トヨタカローラ店
  - 株式会社トヨタレンタリース千葉

### かつてのグループ
- トヨタビスタ北千葉 - ビスタ店（2004年5月のネッツ店との統合に伴い、ネッツトヨタ東都に吸収）
- トヨタビスタ東埼玉 - ビスタ店（2004年5月のネッツ店との統合に伴い、ネッツトヨタ西埼玉が吸収後、現ネッツトヨタ埼玉に社名変更）
- トヨタカローラ京葉（旧・千葉トヨタディーゼル株式会社） - 1990年12月にトヨタカローラ千葉と合併
- プレミアムオートモービル千葉 - フォード、ランドローバー、ジャガー

1994年（平成6年）11月、「フォード千葉」としてオートラマ販売網に参加。当初は千葉トヨペットとの連携で営業。2001年（平成13年）にプレミアムオートモービル千葉に社名変更し、ランドローバー・ジャガーの取り扱いを開始。店頭にて事前告知の上、2007年（平成19年）2月28日をもって取り扱いを中止。会社は事実上解散するも、社員は他のグループ会社に移籍（分散）。
- 勝又自動車学校 - 2023年9月30日付けで閉校。閉校後は、勝又自動車本体にて行う個人向け安全運転講習の貸しコースとして存続する。

## CM
- 長年、BAYFMの土曜昼12時台の番組提供をしており、現在は「GROOVIN' ON THE ROAD」（パーソナリティは高橋克典と野呂佳代）の冠スポンサーである(また、BAYFMではシン・ラジオ -ヒューマニスタは、かく語りき-の18時20分頃にも放送している。そしてAWAKEの8時15分頃にグループ内の千葉トヨペット提供でLegame Wonderful Driveのコーナーを放送しているが、CMは千葉トヨペットのものを放送)。この他、ニッポン放送、NACK5などでラジオCMを放送している。

- FM NACK5 ※CMキャラクターには小尾渚沙を起用。2020年10月現在。

「Good Luck! Morning!・Good Luck! Morning!-Friday-」交通情報（月～金曜日、08:04頃）
「THE SEITARO★RADIO SHOW「1700」」交通情報（月～木曜日、17:26頃）
「FUNKY FRIDAY」交通情報（金曜日、17:20頃）